# Spilotragus xanthus
Spilotragus xanthus är en skalbaggsart som beskrevs av Jordan 1903. Spilotragus xanthus ingår i släktet Spilotragus och familjen långhorningar.
Artens utbredningsområde är:
- Malawi.
- Moçambique.
- Zimbabwe.

Inga underarter finns listade i Catalogue of Life.